# Tarra White
Tarra White, geboren als Martina Hlavacs Mrakviová, (Ostrava, 19 november 1987) is een Tsjechische pornoactrice.
White begon haar pornocarrière op haar 18e verjaardag. Anno 2016 speelde ze sinds 2005 reeds in 170 films mee.
Ze won samen met haar medeacteurs de AVN Award voor "Best Sex Scene in a Foreign Shot Production" in L'innocente, een film uit 2013 en was in 2010, 2011 en 2013 ook genomineerd voor andere AVN Awards.
White woont in Praag.

## Prijzen
- 2006 Golden Star (Prague Erotica Show) voor Best Starlet[2]
- 2007 Golden Star voor Best Czech Republic Porn Actress[2]
- 2008 FICEB Ninfa Award voor Best Supporting Actress in Wild Waves van Woodman Entertainment[3]
- 2009 Hot d'Or Award voor Best European Female Performer[4][5][6]
- 2009 Hot d'Or Award voor Best European Actress in Billionaire van Private Media[4][5][6]
- 2009 Erotixxx Award voor Best European Actress[7]
- 2010 Erotixxx Award voor Best International Actress[8]
- 2014 AVN Award voor Best Sex Scene in a Foreign-Shot Production in The Ingenuous (met Aleska Diamond, Anna Polina, Anissa Kate, Angel Piaff, Rita & Mike Angelo)[9]

## Trivia
- Tarra White heeft een tweetal borstvergrotingen ondergaan.
- In een interview stelde ze: "Weinig jongens aanvaarden het idee om met een meisje te zijn dat alle dagen met meerdere mannen seks heeft voor haar werk" als antwoord of de vraag of ze een relatie had en dit ontkennend beantwoordde.

- Gemeinsame Normdatei: 1203166907
- Nationale Bibliotheek van Tsjechië: osa2013799979
- Virtual International Authority File: 306142486
- WorldCat: E39PBJwxJKdTBcwXdxtjTYcXVC